# Syco
La Syco Entertainment, nota anche come Syco o SYCO, è un'azienda britannica gestita da Simon Cowell e Sony Music Entertainment. Produceva e commercializzava principalmente musica, programmi televisivi e film, inizialmente suddivisa in Syco Music, Syco TV e Syco Film. Aveva più di 30 sedi, che spaziavano da Londra a Los Angeles, e possedeva numerosi marchi televisivi. Inoltre, altre aziende affiliate sono la Sony Music e FremantleMedia. Cowell e Sony Music si spartiscono il 50% dei ricavati; stando alle dichiarazioni dei due, aumenterà il possesso e la produzione di etichette televisive. Charles Garland, capo primario ed esecutivo della Crystal Entertainment e della Simon Fuller's 19 Entertainment, è direttore generale e operativo, responsabile del lavoro della compagnia. Il milionario Philip Green, collega intimo di Cowell, lavora come consulente della compagnia. Direttore di sport e vicepresidente della West Ham United FC, è Karren Brady, anche consulente della compagnia.

## Syco Music
La Syco Music, nota anche come Syco Records, è un'etichetta discografica che opera principalmente in Inghilterra. Dal luglio 2020 Cowell ha accettato di rilevare la quota di Sony Music, che ha mantenuto l'elenco degli artisti e le distribuzioni della società. Da quel momento in poi Syco Music fa completamente parte della Sony Music Entertainment.

### Artisti attuali[5]
- Camila Cabello (joint con Epic Records)
- James Arthur (joint con Columbia Records)
- Susan Boyle (accordo completo britannico e joint statunitense con Columbia Records)
- Collabro
- CNCO
- Noah Cyrus
- Il Divo
- Labrinth
- Digital Farm Animals
- Ina Wroldsen

- PrettyMuch
- Grace VanderWaal
- Il Volo
- Grace Davies
- LSD
- Acacia & Aaliyah
- Courtney Hadwin (joint con Arista Records)
- Megan McKenna
- Real Like You

### Artisti passati
- Steve Brookstein (2004–2005)
- Bianca Ryan (2006–2008)
- George Sampson (2008)
- Angelis (2006–2007)
- Leon Jackson (2007–2009)
- Same Difference (2007–2009)
- Rhydian Roberts (2007–2010)
- Paul Potts (2007–2010)
- Escala (2008–2010)
- Shayne Ward (2005–2011)
- Joe McElderry (2009–2011)
- Westlife (2007–2011)
- Matt Cardle (2010–2012)
- Jackie Evancho (2010–2013)
- Ronan Parke (2011–2012)
- Alexandra Burke (2008–2012)
- Cher Lloyd (2010–2014)
- Loveable Rogues (2012–2013)
- Leona Lewis (2006–2014)
- Jonathan and Charlotte (2012–2014)
- Bars and Melody (2014)
- Sam Bailey (2013–2015)

- Melanie Amaro (2011–2013)
- Forte (2013–2014)
- Rachel Crow (2011–2015)
- Emblem3 (2012–2015)
- Chris Rene (2011–2014)
- Bea Miller (2013–2017)
- Ben Haenow (2014–2016)
- One Direction (2010-2016)
- Reggie 'n' Bollie (2016–2017)
- Fleur East (2014–2017)
- Ella Henderson (2013–2018)
- Alex & Sierra (2013–2015)
- Rebecca Ferguson (2010–2016)
- Matt Terry (2016–2018)
- Louisa Johnson (2015–2018)
- Little Mix (2011–2018)
- Rak-Su (2017–2018)
- Fifth Harmony (2013–2018)
- Louis Tomlinson (2017-2020)
- Dalton Harris (2018-2020)

## Syco TV
La Syco Television (abbrev. Syco TV o SYCOtv) opera principalmente in America e in Inghilterra dove, nel 2011, ha totalizzato 200 ore di trasmissioni televisive per canali quali Fox, NBC, ITV1 e ITV2. I due programmi che le permettono di avere un ruolo imponente nel commercio sono The X Factor e America's Got Talent.

### The X Factor
The X Factor, trasmesso per la prima volta nel settembre 2004, sin dal 2008 è stato il più seguito in Inghilterra. Nel settembre 2011, Syco ha trasmesso The X Factor USA, che nella prima stagione è stato seguito da circa 12 milioni di spettatori, portando la Fox ad un numero di ascolti molto alti, superando così tutti gli altri reality.

### America's Got Talent
Sin dal lancio, avvenuto nel 2006, è stato lo show più seguito in estate, in America, e ha raggiunto voti molto alti.

### Britain's Got Talent
Britain's Got Talent ottiene risultati molto positivi in Inghilterra. Nel 2009, durante la terza serie, circa 20 milioni di spettatori si sono sintonizzati per guardare i vincitori di Diversity (street-dance troupe).

### Altri programmi
Syco produce anche altri programmi. Nel 2011, le nuove serie dello show Red or Black?, sia in America che in Inghilterra, non è stato accolto benevolmente, e ITV ha accennato ad una probabile continuazione di quest'ultimo. Syco ha prodotto, inoltre, un'altra serie televisiva, American Inventor, trasmessa per due stagioni su ABC, e un altro show, purtroppo con pochi ascolti, Celebrity Duets su Fox. Oltre alla produzione di programmi, si propone come etichetta musicale e intrattenimento speciale. Questo include I Dreamed a Dream: The Susan Boyle Story, che ha superato ogni record in America, sulla rete televisiva TV Guide, e ha avuto circa 10 milioni di spettatori su ITV1 in Inghilterra. Ha, inoltre, prodotto Take That: For The Record: quando Take That è stato rinnovato nel 2010, la compagnia ha prodotto una puntata, intitolato Piers Morgan's Life Stories; 8 milioni di persone hanno seguito la puntata.

### Programmi TV attuali
- The X Factor (2004–2018)
- The Xtra Factor Live (2004–2016)
- The X Factor: Battle of the Stars (2006)
- America's Got Talent (2006–presente)
- American Inventor (2006–2007)
- Celebrity Duets (2006)
- Grease is the Word (2007)
- Britain's Got Talent (2007–presente)
- Britain's Got More Talent (2007–2019)
- I Dreamed a Dream: The Susan Boyle Story (2009)
- Red or Black? (2011–2012)
- That Dog Can Dance (2012)
- Food Glorious Food (2013)
- The You Generation (2013–2014)
- Planet's Got Talent (2015–2016)[6]
- La Banda (2015–present)
- The Investigator: A British Crime Story (2016–presente)
- Your Song (2017)
- The Greatest Dancer (2019–2020)
- America's Got Talent: The Champions (2019–presente)
- Britain's Got Talent: The Champions (2019)
- The X Factor: Celebrity (2019)
- The X Factor: The Band (2019)

## Syco Film

### Filmografia
- One Direction: This Is Us (2013)
- Betty Boop (TBA)